# 有毒渦鞭毛藻

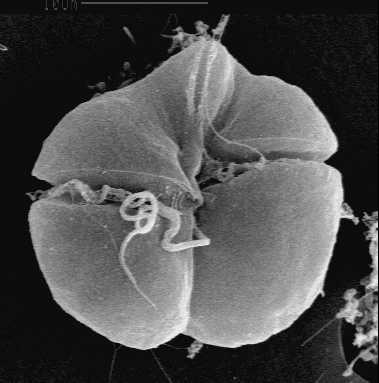
有毒渦鞭毛藻

有毒渦鞭毛藻（toxic dinoflagellate）是一類會產生毒素的渦鞭毛藻(甲藻門)，日本的长崎，美国的华盛顿皆有繁殖。现存的海洋藻类約有19,000－25,000種，其中有30－40種渦鞭毛藻含有毒性成分，最常見的是麻痺性貝毒，一旦魚類或人類不當食用有毒渦鞭毛藻，毒素不會排出體外，長年蓄積在體內。

## 分類
有毒渦鞭毛藻所産生的毒性種類如下，大致可分四種。
1. 與魚貝類直接作用，是一種食物鏈的直接反應。無毒的西施舌食用毛藻後成為有毒的西施舌。
2. 麻痺性貝毒 (Paralytic shellfish poisoning)
3. 下痢性貝毒 (Diarrheal shellfish poisoning)
4. 神經性貝毒 (Neurotoxic shellfish poisoning)

## 主要的有毒渦鞭毛藻
Alexandrium 属
會產生麻痺性貝毒（paralytic shellfish poisoning; PSP）的渦鞭毛藻。
Dinophysis 属
會産生下痢性貝毒（diarrhetic shellfish poisoning; DSP）的渦鞭毛藻。

## 毒種類
有毒渦鞭毛藻所産生主要毒素。
saxitoxin; STX

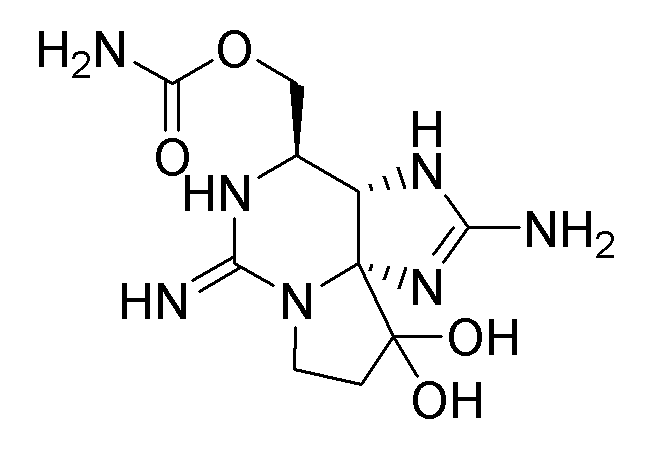
Saxitoxin

生物鹼的一種，屬於麻痺性貝毒。分子量299.29、CAS登録號碼是 35523-89-8。1975年決定其結構。